# Relaciones Perú-Uruguay
Las relaciones Perú-Uruguay son las relaciones diplomáticas entre la República del Perú y la República Oriental del Uruguay. Ambos países de Sudamérica pertenecen a la Asociación Latinoamericana de Integración, Comunidad de Estados Latinoamericanos y Caribeños, Grupo de Cairns, Grupo de los 77, Naciones Unidas, Organización de Estados Americanos, y la Organización de Estados Iberoamericanos para la Educación, la Ciencia y la Cultura.

## Historia
Tanto Perú como Uruguay comparten una historia común en el hecho de que ambas naciones fueron una vez parte del Imperio español. Durante el período colonial español, Perú fue gobernada por el Virreinato del Perú en Lima, mientras que Uruguay fue parte del Virreinato del Río de la Plata y administrado desde Buenos Aires. Las relaciones diplomáticas entre Perú y Uruguay se establecieron en 1849 y Perú nombró un cónsul en Montevideo. En 1900, Perú nombró a un ministro residente en Montevideo y la legación diplomática peruana en Montevideo fue elevado  a nivel de embajada en 1946.
En julio de 2011, el presidente uruguayo José Mujica realizó una visita a Perú para asistir a la toma de posesión del presidente Ollanta Humala. En noviembre de 2018, el expresidente peruano Alan García se refugió en la embajada de Uruguay en Lima y pidió asilo en Uruguay. García estaba siendo investigado por presuntamente recibir sobornos durante la construcción de un tren eléctrico en Lima por parte de la empresa brasileña Odebrecht. Dos semanas después, Uruguay rechazó su solicitud de asilo y García abandonó la embajada.
Ambas naciones participan en varias cumbres multilaterales sudamericanas y han tenido varias reuniones bilaterales de alto nivel. 

## Acuerdos bilaterales
Ambas naciones han firmado varios acuerdos bilaterales como un Acuerdo Consular (1885); Tratado de Extradición (1885); Acuerdo sobre el Canje de Publicaciones (1889); Acuerdo sobre la Validez de los Títulos Académicos (1918); Acuerdo de Intercambios Culturales (1985); Acuerdo para la Restitución Internacional de Niños Secuestrados (1989); Convenio de Cooperación Científica y Técnica (1998); Acuerdo para la Prevención del uso Indebido y la Represión del Tráfico Ilícito de Estupefacientes, Sustancias Psicotrópicas y Delitos Conexos, sus Precursores y Productos Químicos Esenciales (1999); Acuerdo de Transporte Aéreo (2002); Acuerdo de Cooperación Científica, Tecnológica y Logística en Asuntos Antárticos (2002); Memorándum de Entendimiento para la Promoción del Comercio, el Turismo y las Inversiones (2008); Acuerdo de Cooperación en Materia Migratoria (2016); y un Tratado de Asistencia Legal Mutua en Materia Penal (2016).

## Transporte
Hay vuelos directos entre ambas naciones con LATAM Perú.

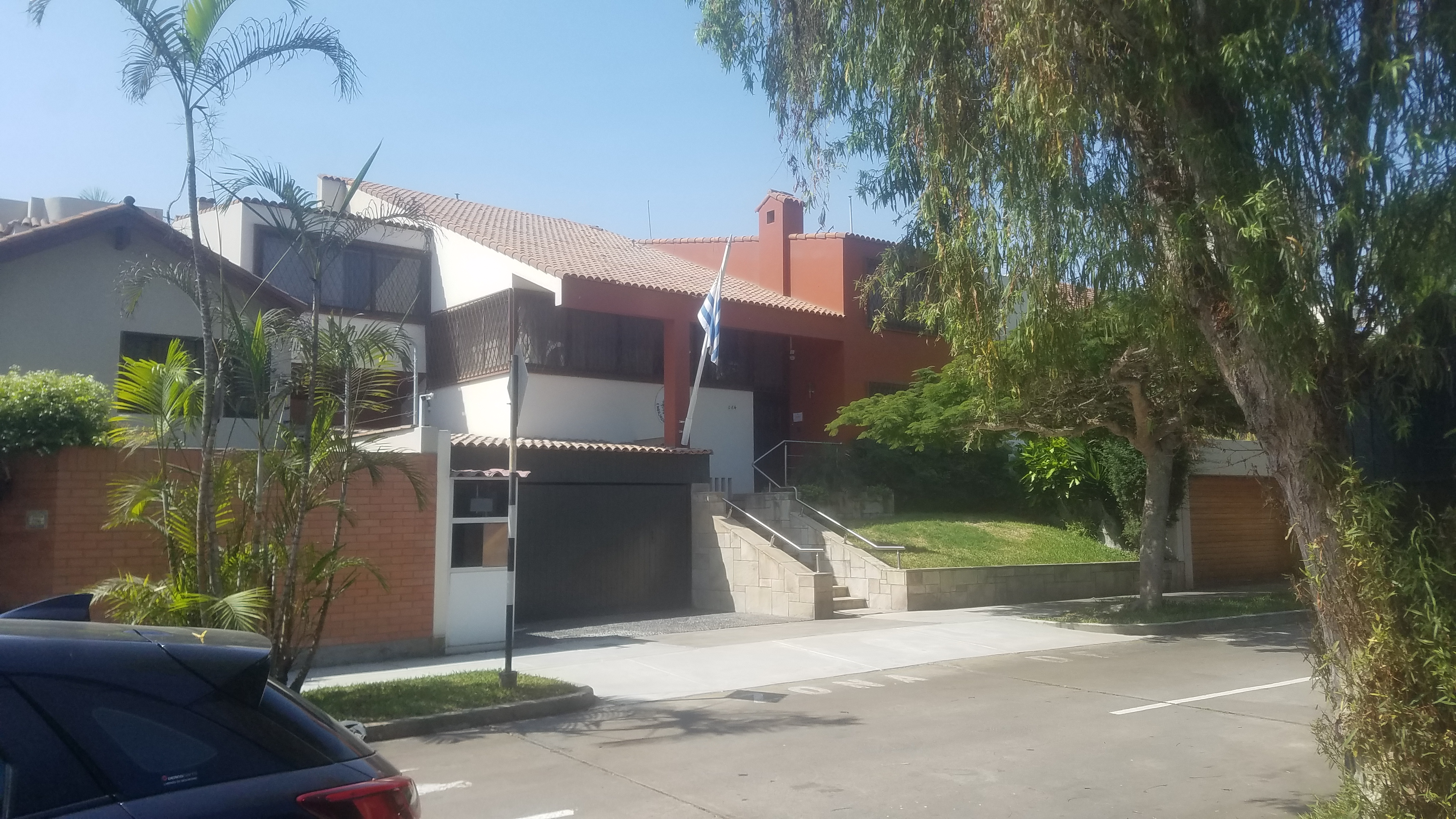
Embajada de Uruguay en Lima

## Misiones diplomáticas residentes
- Perú tiene una embajada en Montevideo.[5]
- Uruguay tiene una embajada en Lima.